# 呂大樂
呂大樂（1958年4月24日—），曾用筆名章嘉雯，生於香港，廣東省南海縣（ 今佛山市南海區 ）人士。畢業於香港大學（主修歷史學和社會學）及牛津大學，曾任教於香港大學及香港中文大學社會學系，現任香港研究學院總監、智庫新力量網絡主席、香港商業電台嘉賓主持、報紙及雜誌專欄作家。他亦曾任香港教育大學副校長（研究與發展）和香港大學社會科學學院副院長（本科生教育）。

## 曾主持之節目
- 宜樂無窮（香港商業電台）
- 傳媒監察力（香港商業電台，合作主持：黃毓民、林旭華、何安達、岑建勳、劉婉芬）

## 著作
- 《普及文化在香港》，香港曙光出版社於1983年出版，ISBN 9627070092
- 《工運與社會發展: 香港的經驗》，與陳坤耀等合著，香港大學亞洲研究中心於1988年出版
- 《城市接觸: 香港街頭文化觀察》，香港商務印書館於1989年出版，ISBN 9620750977
- 《誰說家長一定是好人》，香港進一步多媒體有限公司於2002年8月出版，ISBN 9628326465
- 《香港中產階級處境觀察》，與王志錚合著，三聯書店(香港)有限公司於2003年9月出版
- 《中產好痛》，香港進一步多媒體有限公司於2004年11月出版， ISBN 9628326597
- 《自我》，香港進一步多媒體有限公司於2006年11月出版，ISBN 9628326732
- 《四代香港人》， 香港進一步多媒體有限公司於2007年6月出版，ISBN 9789628326891
- 《唔該，埋單》， 香港牛津大學出版社（中國）有限公司於2007年7月出版，ISBN 9780195495683
- 《那似曾相識的七十年代》，香港中華書局出版社於2012年7月出版，ISBN 9789888181155
- 《胸懷祖國：香港「愛國左派」運動》，香港牛津大學出版社於2014年7月15日出版，ISBN 9780199445226 [2]
- 《尷尬：香港社會還未進入一國兩制的議題》，香港牛津大學出版社於2020年7月出版，ISBN 9789888702435

## 外部連結
- 呂大樂作品列表
- 呂大樂的文章（页面存档备份，存于）《傳媒與商業利益包裝下的足球事業》
- 呂大樂在香港大學的網頁 （页面存档备份，存于）
- 新力量網絡 第五屆理事會
- 呂大樂@灼見名家 （页面存档备份，存于）